# Korpijärvi (sjö i Sysmä, Päijänne-Tavastland)
Korpijärvi är en sjö i kommunen Sysmä i landskapet Päijänne-Tavastland i Finland. Sjön ligger 119,3 meter över havet. Arean är 78 hektar och strandlinjen är 7,36 kilometer lång. Sjön  ingår i Kymmene älvs huvudavrinningsområde.   Den ligger omkring 49 km norr om Lahtis och omkring 150 km norr om Helsingfors. 
I sjön finns öarna Leväsaari, Riuttasaari, Verkkosaari och Sulkusaari. 